# Кобо Абе
Кобо Абе (на японски: 安部公房, по английската Система на Хепбърн Abe Kōbō, Абе Кобо), псевдоним на Кимифуса Абе (安部 公房, Abe Kimifusa), е японски романист, драматург, поет и режисьор, определян за един от най-значимите и известни японски писатели.
Стилът на Абе е определян като сюрреалистичен и алегоричен, понякога допиращ се до фантастиката. Главна тема в творчеството му е очуждението на отделния индивид и празнотата на съвременното общество. Най-известният роман на Абе е „Жената от пясъците“, придобил популярност от едноименната филмова екранизация по него.

## Биография
Кимифуса Абе е роден на 7 март 1924 г. района Кита, Токио. Израства в Китай, древния град Мукден (сега Шънян), провинция Манджурия, управлявана от японците. Баща му е лекар, който преподава в местния медицински колеж. В средното училище Абе се представя добре в математиката, но се интересува също от събиране на насекоми и от книги. Сред любимите му автори са Фьодор Достоевски, Франц Кафка, Райнер Мария Рилке, Едгар Алан По и Луис Карол.
През 1941 г. Абе се връща в Токио и влиза в гимназия. 1943 г. записва медицина в Токийския императорски университет, но се връща в Манджурия след две години, като остава следването си. Абе остава там до края на Втората световна война, когато японските войски се изстеглят от Китай. Бащата на Абе умира от тиф и синът му се завръща в Токио, за да продължи образованието си. Захваща се с няколко случайни работи, например: уличен продавач на въглища, за да се издържа, докато учи. През 1948 г., след няколко неуспешно положени изпита, Абе се дипломира по медицина. Той никога не практикува лекарската професия.
По същото време Абе започва своята литературна дейност. На собствени разноски публикува стихосбирката „Стихотворения от един неизвестен поет“ (無名詩集 - Mumei shishu, 1947). Следващата година е издаден първият му роман „Пътният знак в края на улицата“ (終りし道の標に - Owarishi michi no shirube ni), който му донася известна популярност в Япония. На 26 години Кобо Абе печели популярната японска литературна награда „Акутагава“ за повестта „Стената – престъплението на С. Карума“ (壁―S・カルマ氏の犯罪 - Kabe―S・Karuma shi no hanzai). През 1955 г. авторът пише първата си пиеса и започва своето дълго сътрудничество с театъра.
От средата на 50-те Абе е член на Японската комунистическа партия, но визитата му в Източна Европа през 1956 г. променя неговата политическа нагласа. Той се опитва да напусне партията през 1958 г., когато Съветския съюз навлизав Унгария, но му е отказано. Едва през 1962 г. Абе е изключен от партията.
Въпреки известния брой романи и пиеси, които Абе прави като авангарден автор, той е признат за такъв едва с излизането на „Жената от пясъците“ (砂の女 - Suna no onna) същата година. Роман, определян като най-известната му творба, спечелила широка международна слава. В книгата е описана необикновената история на млад мъж, държан в плен от странен народ, живеещ в пясъчните дюни. Друг известен роман на Кобо Абе е „Четвъртият ледников период“ (第四間氷期 - Dai yon kan pyouki, 1959). Публикуван когато автора е на 46, той разказва ужасяващата история на компютър, който може да предсказва бъдещето.
През 60-те години авангардният писател си сътрудничи с режисьора Хироши Тешигахара. Двамата създават четири филма, адаптация на творби от Абе: „Капан“, „Жената от пясъците“, „Чуждо лице“ и „Изгорената карта“. През 1973 г. Кобо Абе основава собствен театър в Токио, където режисира пиеси и прилага авангардните си виждания за театъра. Той пише и няколко пиеси, между които „Приятели“ (友達 - Tomodachi, 1967) и „Мъжът, който стана пръчка“ (棒になった男 - Bou ni natta otoko, 1957). Избран е от „Американската академия на науките и изкуствата“ за чуждестранен почетен член през 1977 г.
Много от творбите на японския авангардист осмислят загубата на личността и проблемите на свободния човек. Авторът размишлява и върху отчуждения живот в съвременната градска среда. Той самия избира да живее в изолация – не вдига телефона си и не отваря пощенската кутия.
През 1992 г. Кобо Абе е номиниран за Нобелова награда за литература. Умира на 22 януари 1993 г.

## Най-важни произведения
- 1951 – Стената - Престъплението на С.Карума (壁?)
- 1959 – Четвъртият ледников период (第四間氷期?)
- 1962 – Жената от пясъците (砂の女?)
- 1964 – Чуждо лице (他人の顔?)
- 1967 – Изгорената карта (燃えつきた地図?)
- 1973 – Човекът кутия (箱男?)
- 1977 – Тайната среща (密会?)
- 1984 – Капанът (方舟さくら丸?)